# Grammy Awards 2013
La 55ª edizione dei Grammy Awards si è svolta il 10 febbraio 2013 allo Staples Center di Los Angeles. Lo show è stato trasmesso sul canale statunitense CBS, ed è stato presentato da LL Cool J.

## Vincitori e candidati

### Assoluti

#### Registrazione dell'anno
- Somebody That I Used to Know - Gotye e Kimbra; Wally de Backer (produttore); Wally de Backer e François Tétaz (ingegneri/mixers); William Bowden (ingegnere del mastering)
- Lonely Boy - The Black Keys; The Black Keys e Danger Mouse (produttori); Tom Elmhirst e Kennie Takahashi (ingegneri/mixers); Brian Lucey (ingegnere del mastering)
- Stronger (What Doesn't Kill You) - Kelly Clarkson; Greg Kurstin (produttore); Șerban Ghenea, John Hanes, Greg Kurstin e Jesse Shatkin (ingegneri/mixers); Chris Gehringer (ingegnere del mastering)
- We Are Young - fun. feat. Janelle Monáe; Jeff Bhasker (produttore); Jeff Bhasker, Andrew Dawson e Stuart White (ingegneri/mixers); Chris Gehringer (ingegnere del mastering)
- Thinkin Bout You - Frank Ocean; Frank Ocean (produttore); Jeff Ellis, Pat Thrall e Marcos Tovar (ingegneri/mixers); Vlado Meller (ingegnere del mastering)
- We Are Never Ever Getting Back Together - Taylor Swift; Max Martin, Shellback e Taylor Swift (produttori); Șerban Ghenea (ingegnere/mixers); Tom Coyne (ingegnere del mastering)

#### Canzone dell'anno
- We Are Young, scritta da Nate Ruess, Jack Antonoff, Jeff Bhasker e Andrew Dost e cantata da fun. e Janelle Monáe
- The A Team, scritta da Ed Sheeran e cantata da Ed Sheeran
- Adorn, scritta da Miguel Pimentel e cantata da Miguel
- Call Me Maybe, Tavish Crowe, Josh Ramsay e Carly Rae Jepsen e cantata da Carly Rae Jepsen.
- Stronger (What Doesn't Kill You), scritta da Jörgen Elofsson, David Gamson, Greg Kurstin & Ali Tamposi e cantata da Kelly Clarkson

#### Album dell'anno
- Babel - Mumford & Sons
- El Camino - The Black Keys
- Some Nights - Fun.
- Channel Orange - Frank Ocean
- Blunderbuss - Jack White

#### Miglior artista esordiente
- Fun.
- Alabama Shakes
- Hunter Hayes
- The Lumineers
- Frank Ocean

### Pop

#### Miglior interpretazione pop solista
- Adele - Set Fire to the Rain
- Kelly Clarkson - Stronger (What Doesn't Kill You)
- Carly Rae Jepsen - Call Me Maybe
- Katy Perry - Wide Awake
- Rihanna - Where Have You Been

#### Miglior interpretazione pop di un duo o un gruppo
- Gotye feat. Kimbra - Somebody That I Used to Know
- Florence and the Machine - Shake It Out
- Fun. - Some Nights
- LMFAO - Sexy and I Know It
- Maroon 5 & Wiz Khalifa - Payphone

#### Miglior album pop vocale
- Stronger - Kelly Clarkson
- Ceremonials - Florence and the Machine
- Some Nights - Fun.
- Overexposed - Maroon 5
- The Truth About Love - Pink

#### Miglior album pop strumentale
- Impressions - Chris Botti
- 24/7 - Gerald Albright & Norman Brown
- Four Hands & a Heart Volume One - Larry Carlton
- Live at Blue Note Tokyo - Dave Koz
- Rumbadoodle - Arun Shenoy

#### Miglior album pop tradizionale
- Kisses on the Bottom - Paul McCartney
- Christmas - Michael Bublé
- A Holiday Carole - Carole King

### Rap

#### Miglior album rap
- Take Care - Drake
- Based on a T.R.U. Story - 2 Chainz
- Food & Liquor II: The Great American Rap Album Pt. 1 - Lupe Fiasco
- Life Is Good - Nas
- God Forgives, I Don't - Rick Ross
- Undun - The Roots

#### Miglior canzone rap
- Niggas in Paris, scritta da Jay-Z, Mike Dean, Chauncey Hollis e Kanye West, cantata da Jay-Z e Kanye West
- Daughters, scritta da Nas and No I.D., cantata da Nas
- Lotus Flower Bomb, scritta da Wale, S. Joseph Dew, Jerrin Howard, Walker Johnson e Miguel, cantata da Wale ft. Miguel
- Mercy, scritta da Big Sean, 2 Chainz, Stephan Taft, James Thomas, Pusha T e Kanye West, cantata da Kanye West, Big Sean, Pusha T and 2 Chainz
- The Motto, scritta da Lil Wayne, Drake e Tyga, cantata da Drake ft. Lil Wayne e Tyga
- Young, Wild & Free, scritta da Snoop Dogg, Chris Brody Brown, Philip Lawrence, Ari Levine, Peter Hernandez e Wiz Khalifa, cantata da Snoop Dogg and Wiz Khalifa ft. Bruno Mars

#### Migliore collaborazione con un artista rap
- Jay-Z, Kanye West, Frank Ocean e The-Dream – No Church in the Wild
- Flo Rida e Sia – Wild Ones
- John Legend e Ludacris – Tonight (Best You Ever Had)
- Nas ed Amy Winehouse – Cherry Wine
- Rihanna e Jay-Z – Talk That Talk

#### Miglior interpretazione rap
- Jay-Z e Kanye West - Niggas in Paris
- Drake ft. Lil Wayne – HYFR (Hell Ya Fucking Right)
- Nas – Daughters
- Kanye West, Big Sean, Pusha T e 2 Chainz – Mercy
- Young Jeezy ft. Jay-Z e André 3000 – I Do

### Dance/Elettronica

#### Migliore registrazione dance
- Bangarang - Skrillex e Sirah[4]
- Levels - Avicii
- Let's Go - Calvin Harris feat. Ne-Yo
- Don't You Worry Child - Swedish House Mafia feat. John Martin
- I Can't Live Without You - Al Walser

#### Miglior album dance/elettronico
- Bangarang - Skrillex
- Wonderland - Steve Aoki
- Don't Think - The Chemical Brothers
- > album title goes here < - deadmau5
- Fire & Ice - Kaskade

### Rock

#### Miglior interpretazione rock
- The Black Keys – Lonely Boy
- Alabama Shakes – Hold On
- Coldplay – Charlie Brown
- Mumford & Sons – I Will Wait
- Bruce Springsteen – We Take Care of Our Own

#### Miglior interpretazione hard rock/metal
- Halestorm - Love Bites (So Do I)
- Anthrax - I'm Alive
- Iron Maiden - Blood Brothers (live)
- Lamb of God - Ghost Walking
- Marilyn Manson - No Reflection
- Megadeth - Whose Life (Is It Anyways?)

#### Miglior canzone rock
- Lonely Boy, scritta da Dan Auerbach, Brian Burton e Patrick Carney, cantata da The Black Keys
- Madness, scritta da Matthew Bellamy, cantata da Muse
- I Will Wait, scritta da Ted Dwane, Ben Lovett, Winston Marshall e Marcus Mumford, cantata da Mumford & Sons
- We Take Care of Our Own, scritta da Bruce Springsteen, cantata da Bruce Springsteen
- Freedom at 21, scritta da Jack White, cantata da Jack White

#### Miglior album rock
- El Camino - The Black Keys
- Mylo Xyloto - Coldplay
- The 2nd Law - Muse
- Wrecking Ball - Bruce Springsteen
- Blunderbuss - Jack White

### Alternative

#### Miglior album di musica alternativa
- Gotye - Making Mirrors
- Fiona Apple - The Idler Wheel Is Wiser Than the Driver of the Screw and Whipping Cords Will Serve You More Than Ropes Will Ever Do
- Björk - Biophilia
- M83 - Hurry Up, We're Dreaming
- Tom Waits - Bad as Me

### New Age

#### Miglior album new age
- Echoes of Love - Omar Akram
- Live Ananda - Krishna Das
- Bindu - Michael Brant DeMaria
- Deep Alpha - Steven Halpern
- Light Body - Peter Kater
- Troubadours of the Rhine - Loreena McKennitt

### Reggae

#### Miglior album reggae
- Rebirth - Jimmy Cliff
- Miracle - The Original Wailers
- Tomahawk Technique - Sean Paul
- New Legend – Jamaica 50th Edition - Sly & Robbie and the Jam Masters
- Reggae Got Soul: Unplugged on Strawberry Hill - Toots & the Maytals

### R&B

#### Miglior interpretazione R&B
- Usher – Climax
- Estelle – Thank You
- Robert Glasper & Ledisi – Gonna Be Alright (F.T.B.)
- Luke James – I Want You
- Miguel – Adorn

#### Miglior interpretazione R&B tradizionale
- Beyoncé - Love on Top
- Anita Baker - Lately
- Melanie Fiona - Wrong Side of a Love Song
- Gregory Porter - Real Good Hands
- SWV - If Only You Knew

#### Miglior canzone R&B
- Adorn, scritta ed eseguita da Miguel
- Beautiful Surprise, scritta da Tamia, Claude Kelly e Salaam Remi, eseguita da Tamia
- Heart Attack, scritta da Benny Blanco, Rico Love e Trey Songz, eseguita da Trey Songz
- Pray for Me, scritta da Antonio Dixon, Babyface, Anthony Hamilton e Patrick M. Smith, eseguita da Anthony Hamilton
- Refill, scritta da Darhyl "DJ" Camper, Elle Varner ed Andrew "Pop" Wansel, eseguita da Elle Varner

#### Miglior album Urban Contemporary
- Frank Ocean - Channel Orange
- Chris Brown - Fortune
- Miguel - Kaleidoscope Dream

#### Miglior album R&B
- Black Radio - Robert Glasper Experiment
- Back to Love - Anthony Hamilton
- Write Me Back - R. Kelly
- Beautiful Surprise - Tamia
- Open Invitation - Tyrese

### Country

#### Miglior interpretazione country solista
- Carrie Underwood - Blown Away
- Dierks Bentley - Home
- Eric Church - Springsteen
- Ronnie Dunn - Cost Of Livin'
- Hunter Hayes - Wanted
- Blake Shelton - Over

#### Miglior interpretazione country di un duo/gruppo
- Little Big Town - Pontoon
- Eli Young Band - Even If It Breaks Your Heart
- Taylor Swift feat. The Civil Wars - Safe & Sound
- The Time Jumpers - On The Outskirts Of Town
- Don Williams feat. Alison Krauss - I Just Come Here For The Music

#### Miglior canzone country
- Carrie Underwood - Blow Away
- Ronnie Dunn - Cost of Lovin'
- Eli Young Band - Even If It Breaks Your Heart
- Alan Jackson - So You Don't Have to Love Me Anymore
- Eric Church - Springsteen

#### Miglior album country
- Zac Brown Band - Uncaged
- Hunter Hayes - Hunter Hayes
- Jamey Johnson - Living For A Song: A Tribute To Hank Cochran
- Miranda Lambert - Four the Record
- The Time Jumpers - The Time Jumpers

### Produzione

#### Produttore dell'anno, non classico
- Dan Auerbach
- Jeff Bhasker
- Diplo
- Markus Dravs
- Salaam Remi

#### Miglior composizione remixata, non classica
- "Promises (Skrillex and Nero Remix)" - Joseph Ray, Skrillex e Daniel Stephens
- "In My Mind (Axwell Remix)" - Axel Hedfors
- "The Veldt (Tommy Trash Remix)" - Tommy Trash
- "Lie Down in Darkness (Photek Remix)" - Photek
- "Midnight City (Eric Prydz Private Remix)" - Eric Prydz

### Videoclip/Film

#### Miglior videoclip
- We Found Love - Rihanna e Calvin Harris; Melina Matsoukas (regista); Juliette Larthe, Candice Ouaknine, Ben Sullivan & Inga Veronique (produttori)
- Houdini - Foster the People
- No Church in the Wild - Jay Z e Kanye West ft. Frank Ocean e The-Dream
- Bad Girls - M.I.A.
- Run Boy Run - Woodkid